# Terry Farrell (Schauspielerin)

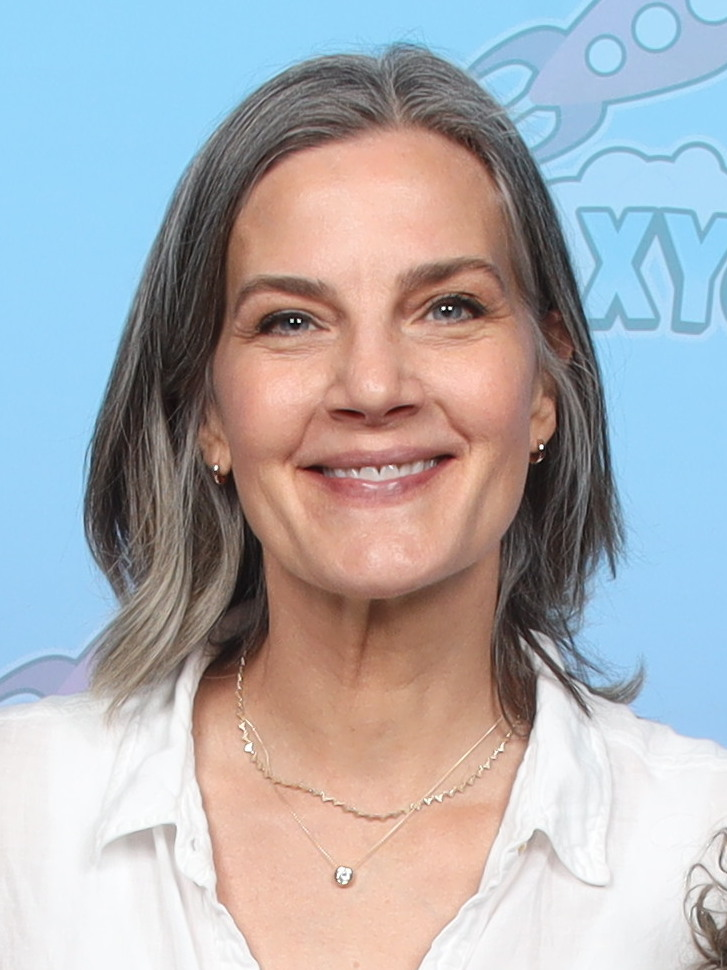
Terry Farrell (2024)

Terry Farrell (* 19. November 1963 in Cedar Rapids, Iowa; eigentlich Theresa Lee Farrell Grussendorf) ist eine US-amerikanische Schauspielerin und ehemaliges Fotomodell. Bekannt wurde sie vor allem durch ihre Rollen als Jadzia Dax in Star Trek: Deep Space Nine und Reggie in der Sitcom Becker.

## Leben und Karriere
Farrell wuchs in Boston auf. 1978 verließ sie mit 15 Jahren ihre Heimatstadt in Iowa und wurde Austauschschülerin in Mexiko-Stadt. In dieser Zeit entdeckte sie ihre Vorliebe für große Städte, daher schickte sie schon bald danach ihr Foto an die Elite Model Agency in New York. Kurz nachdem sie 16 Jahre alt geworden war, wurde sie nach New York bestellt und hatte zwei Tage später einen Exklusivvertrag mit dem Mademoiselle-Magazin.
Nach 18 Monaten als Fotomodell für Werbefotos begann sie bei Kate McGregor Stewart ein Schauspielstudium und modelte fortan nebenbei. Ihre ersten größeren Rollen bekam sie 1984 in der kurzlebigen Fernsehserie Karussell der Puppen, in der sie ein Model spielte, und im Spielfilm Mach’s noch mal, Dad mit Rodney Dangerfield. Im Frühjahr 1989 setzte sie ihr Studium mit Stella Adler fort und erhielt einige Rollen in Serien wie Zurück in die Vergangenheit und Die Bill Cosby Show. 1992 spielte sie die Hauptrolle in dem Film Hellraiser III. 1993 wurde ihr schließlich eine Hauptrolle in Star Trek: Deep Space Nine angeboten.
Nachdem sie ihre Rolle der Wissenschaftsoffizierin Jadzia Dax (eines symbiotischen Wesens) sechs Jahre lang gespielt hatte, starb ihr Charakter 1998 im Finale der sechsten Staffel den Serientod, da Farrell ihren Vertrag nicht für die letzte Staffel verlängern wollte (zumindest nicht zu den Konditionen, die ihr vom Produktionsteam angeboten wurden). Ihre Rolle wurde durch einen neuen Charakter namens Ezri Dax ersetzt, gespielt von Nicole de Boer.
Nachdem sie Deep Space Nine verlassen hatte, erhielt Farrell die Rolle der Cafébesitzerin Reggie in der Fernsehserie Becker. Sie trat dort vier Jahre lang auf, bis die Produzenten entschieden, sie durch Nancy Travis zu ersetzen. 2002 heiratete Farrell den Schauspieler Brian Baker (in den USA bekannt als Werbefigur des Telecom-Konzerns Sprint), sie haben einen gemeinsamen Sohn. Die Ehe wurde im Dezember 2015 geschieden. Ende 2016 gab Farrell bekannt, in einer Beziehung mit Adam Nimoy, dem Sohn von Leonard Nimoy, Schauspieler und Darsteller von Spock in Raumschiff Enterprise, zu sein. Das Paar heiratete am 26. März 2018 in San Francisco. Am 3. Dezember 2020 reichte Terry Farrell am Los Angeles County Superior Court die Scheidung von Adam Nimoy ein.
Der am 23. April 2001 von dem kanadischen Astronomen William Kwong Yu Yeung entdeckte Asteroid (26734) Terryfarrell wurde von der Internationalen Astronomischen Union am 28. März 2002 nach ihr benannt.

## Filmografie (Auswahl)
- 1984: Karussell der Puppen (Paper Dolls, Fernsehserie, 13 Folgen)
- 1985: Die Bill Cosby Show (The Cosby Show, Fernsehserie, eine Folge)
- 1986: Alptraum des Grauens (The Deliberate Stranger)
- 1986: Mach’s noch mal, Dad (Back to School)
- 1986: Der Callgirl Club (Beverly Hills Madam)
- 1987: Crazy Legs (Off the Mark)
- 1990: Fegefeuer der Eitelkeiten (The Bonfire of the Vanities)
- 1991: Der Prinz von Bel-Air (The Fresh Prince of Bel-Air, Fernsehserie, eine Folge)
- 1992: Zurück in die Vergangenheit (Quantum Leap, Fernsehserie, eine Folge)
- 1992: Hellraiser III
- 1993: Danielle Steel: Sternenfeuer (Star, Fernsehfilm)
- 1993–1998: Star Trek: Deep Space Nine (Fernsehserie, 148 Folgen: 1x01–6x26)
- 1998: Legion – Experiment des Todes (Legion, Fernsehfilm)
- 1998–2002: Becker (Fernsehserie, 94 Folgen: 1x01–4x24)
- 2000: Deep Core – Die Erde brennt (Deep Core)
- 2003: Air Terror – Killerjagd über dem Pazifik (Code 11-14, Fernsehfilm)
- 2017: Star Trek: Renegades (Webserie)
- 2019: The Circuit